# Saint-Étienne-de-Crossey
Saint-Étienne-de-Crossey és un municipi francès situat al departament de la Isèra i a la regió d'Alvèrnia-Roine-Alps. L'any 2007 tenia 2.528 habitants.

## Demografia

### Població
El 2007 la població de fet de Saint-Étienne-de-Crossey era de 2.528 persones. Hi havia 904 famílies de les quals 156 eren unipersonals (72 homes vivint sols i 84 dones vivint soles), 272 parelles sense fills, 404 parelles amb fills i 72 famílies monoparentals amb fills.
La població ha evolucionat segons el següent gràfic:
Habitants censats

### Habitatges
El 2007 hi havia 984 habitatges, 922 eren l'habitatge principal de la família, 33 eren segones residències i 29 estaven desocupats. 936 eren cases i 45 eren apartaments. Dels 922 habitatges principals, 803 estaven ocupats pels seus propietaris, 102 estaven llogats i ocupats pels llogaters i 17 estaven cedits a títol gratuït; 2 tenien una cambra, 24 en tenien dues, 63 en tenien tres, 195 en tenien quatre i 638 en tenien cinc o més. 817 habitatges disposaven pel capbaix d'una plaça de pàrquing. A 307 habitatges hi havia un automòbil i a 583 n'hi havia dos o més.

### Piràmide de població
La piràmide de població per edats i sexe el 2009 era:
| Homes | Edats   | Dones |
| ----- | ------- | ----- |
| 0     | 95 o +  | 0     |
| 0     | 90 a 94 | 8     |
| 4     | 85 a 89 | 8     |
| 4     | 80 a 84 | 16    |
| 32    | 75 a 79 | 28    |
| 20    | 70 a 74 | 24    |
| 44    | 65 a 69 | 44    |
| 52    | 60 a 64 | 36    |
| 80    | 55 a 59 | 84    |
| 140   | 50 a 54 | 116   |
| 108   | 45 a 49 | 124   |
| 108   | 40 a 44 | 100   |
| 76    | 35 a 39 | 92    |
| 64    | 30 a 34 | 60    |
| 56    | 25 a 29 | 56    |
| 76    | 20 a 24 | 60    |
| 136   | 15 a 19 | 116   |
| 112   | 10 a 14 | 92    |
| 84    | 5 a 9   | 116   |
| 40    | 0 a 4   | 52    |

## Economia

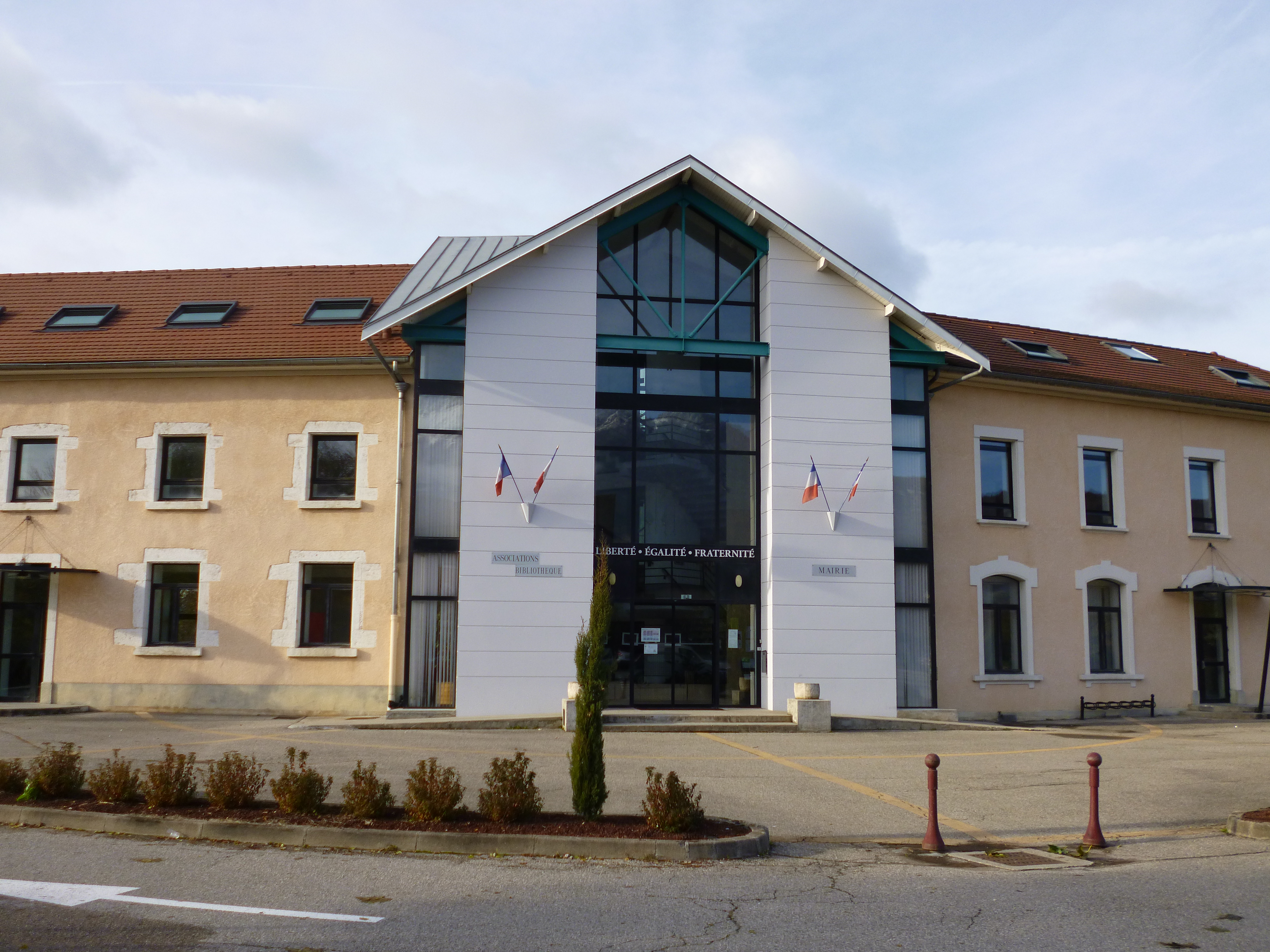
Ajuntament

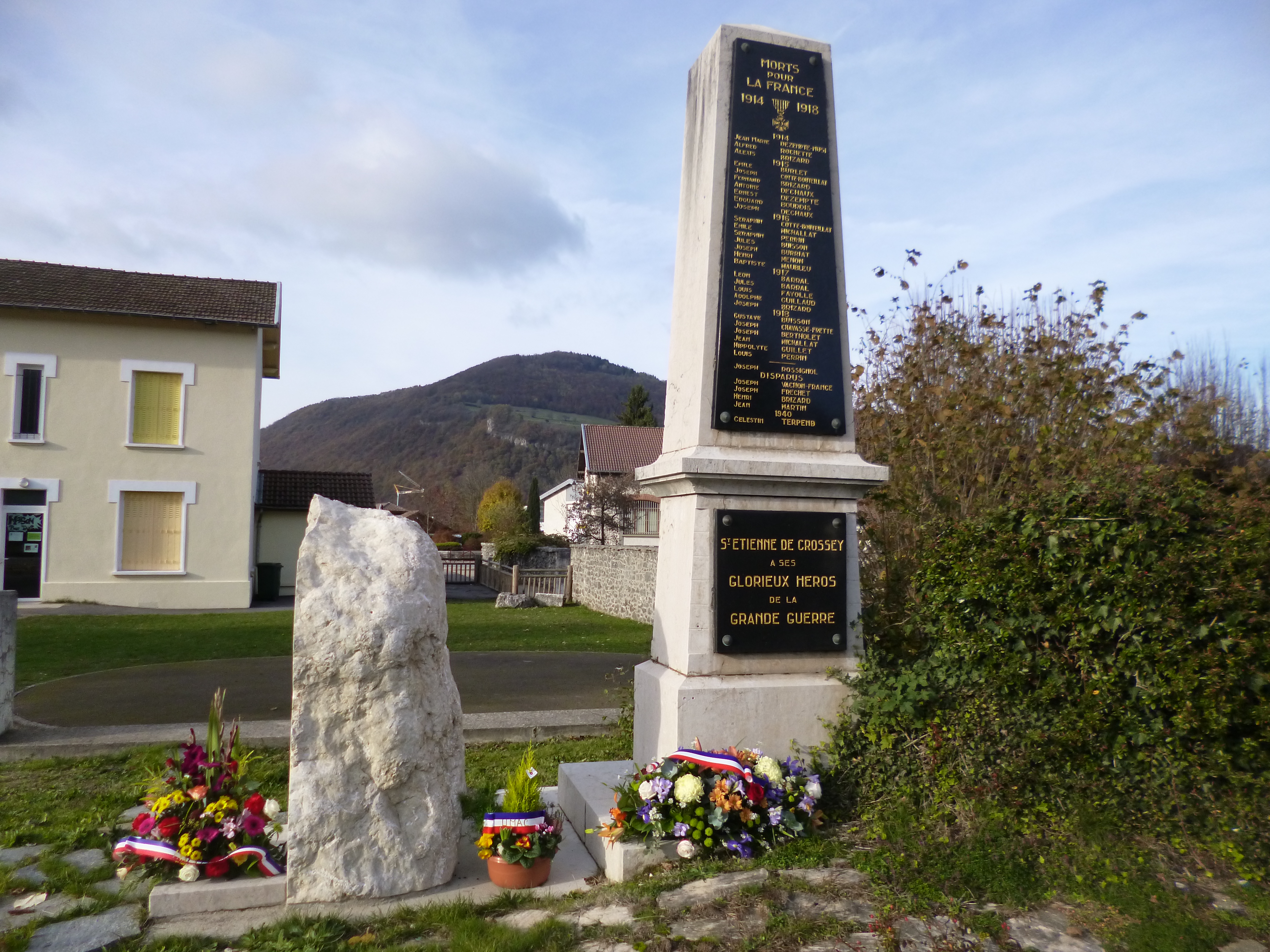
Primera Guerra Mundial Memorial

El 2007 la població en edat de treballar era de 1.718 persones, 1.217 eren actives i 501 eren inactives. De les 1.217 persones actives 1.160 estaven ocupades (619 homes i 541 dones) i 57 estaven aturades (25 homes i 32 dones). De les 501 persones inactives 203 estaven jubilades, 179 estaven estudiant i 119 estaven classificades com a «altres inactius».

### Ingressos
El 2009 a Saint-Étienne-de-Crossey hi havia 941 unitats fiscals que integraven 2.656,5 persones, la mediana anual d'ingressos fiscals per persona era de 23.085 €.

### Activitats econòmiques
Dels 104 establiments que hi havia el 2007, 2 eren d'empreses alimentàries, 2 d'empreses de fabricació de material elèctric, 5 d'empreses de fabricació d'altres productes industrials, 22 d'empreses de construcció, 12 d'empreses de comerç i reparació d'automòbils, 3 d'empreses de transport, 4 d'empreses d'hostatgeria i restauració, 2 d'empreses d'informació i comunicació, 3 d'empreses financeres, 2 d'empreses immobiliàries, 17 d'empreses de serveis, 24 d'entitats de l'administració pública i 6 d'empreses classificades com a «altres activitats de serveis».
Dels 26 establiments de servei als particulars que hi havia el 2009, 1 era una oficina de correu, 3 tallers de reparació d'automòbils i de material agrícola, 3 paletes, 4 guixaires pintors, 3 fusteries, 7 lampisteries, 1 perruqueria, 3 restaurants i 1 saló de bellesa.
Dels 3 establiments comercials que hi havia el 2009, 1 era una botiga de menys de 120 m², 1 una fleca i 1 una carnisseria.
L'any 2000 a Saint-Étienne-de-Crossey hi havia 18 explotacions agrícoles que ocupaven un total de 205 hectàrees.

## Equipaments sanitaris i escolars
L'únic equipament sanitari que hi havia el 2009 era una farmàcia.
El 2009 hi havia 1 escola maternal i 1 escola elemental.

## Poblacions més properes
El següent diagrama mostra les poblacions més properes.